# 自由西藏学生运动
自由西藏学生运动（简称SFT）是一个学生领导的非營利組織。其宗旨是推进西藏独立。

## 历史
自由西藏学生运动于1994年成立于纽约市。其发起人，包括藏人，学生及其支持者，希望通过青年人的影响力来促成西藏的人权保护和独立。该组织最早的活动包括通过一些音乐巡回演出（例如“西藏自由音乐会”）在青年学生中推广对西藏问题的知晓度。

## 活动
自由西藏学生运动的活动大致可分为两大部分：任务和领导能力培训。
SFT的任务包括三个方面：政治，经济和人权。政治任务主要是对中华人民共和国官方以及其政府代表在西藏人权和主权问题上施加压力。SFT最广为知晓的活动是在中华人民共和国高级官员出访他国时在其途经处进行抗议活动。SFT的经济任务主要是阻碍外国企业和政府对资助中华人民共和国在西藏的管理和建设，具体措施的例子包括抵制中国生产的产品，以及成功阻碍世界银行对中国在西藏的一些有争议的建设项目的贷款。SFT的人权任务包括呼吁提高西藏人的自由与人权，以及向中国政府施压要求其释放相关的政治犯和异议者。

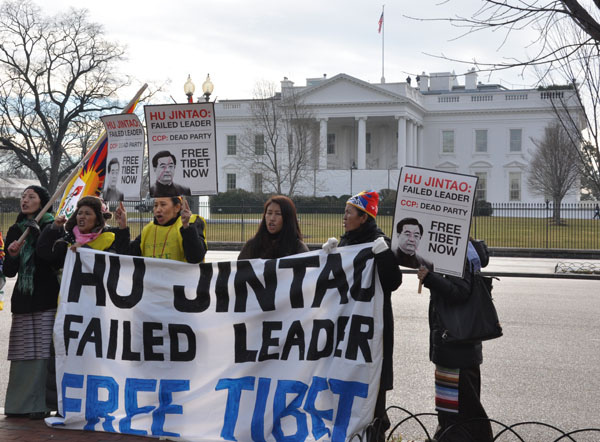
自由西藏學生運動成員於美國白宮前抗議中共與胡錦濤

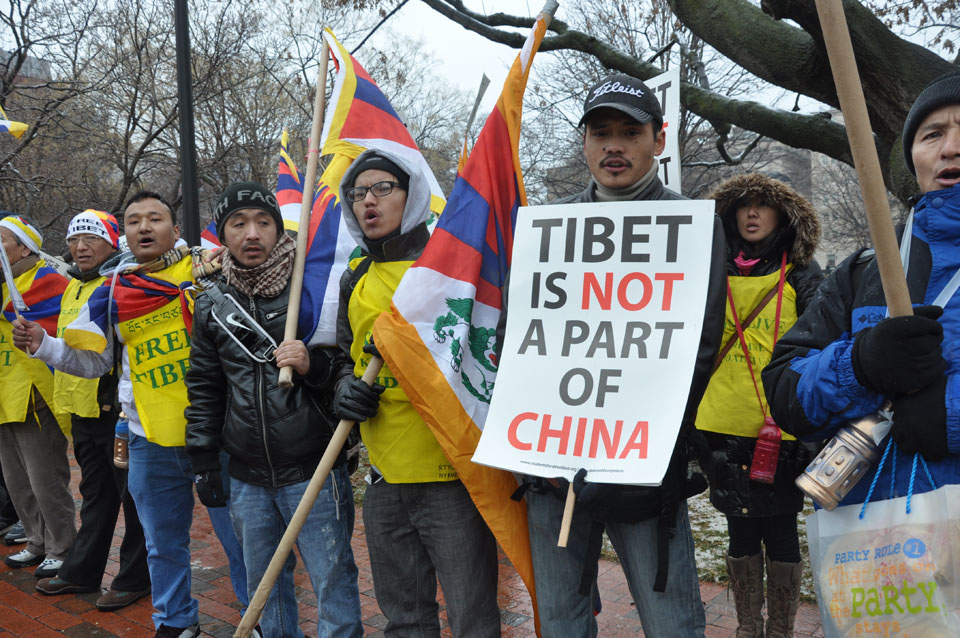
自由西藏學生運動抗議者於美國華府從中國大使館遊行至拉法葉公園

SFT的领导能力培训项目着眼于发展未来的活动领导人。拉顿德通于1999年至2009年担任自由西藏学生运动（Students for a Free Tibet）秘书长，协助藏人以非暴力的方式追求西藏人权和自由，并于2008年与其他组织一同抵制北京奥运。目前，该组织执行董事为佩玛·多玛（Pema Doma）.